# Kráľova Lehota
Kráľova Lehota – wieś gminna (obec) w powiecie Liptowski Mikułasz w kraju żylińskim, w północnej Słowacji.
We wsi jest przystanek kolejowy Kráľova Lehota.

## Położenie
Leży na historycznym Górnym Liptowie. Jej centrum znajduje się w wysuniętej ku wschodowi wąskiej zatoczce Kotliny Liptowskiej, ograniczonej od południa Niżnymi Tatrami (masyw Mnícha; 1150 m n.p.m.), zaś od północy najbardziej na zachód wysuniętym wybieżkiem Kozich Grzbietów (masyw Vachtárovej; 900 m n.p.m.). Większość zabudowy koncentruje się w dolinie na lewym brzegu Wagu, pomiędzy zbiegiem Białego i Czarnego Wagu (ok. 663 m n.p.m., na wschodzie) oraz ujściem do Wagu jego lewobrzeżnego dopływu, rzeki Boca (658 m n.p.m., na zachodzie). Jest wsią bardzo rozległą, należą do niej m.in. również osady Svarín i Čierny Váh położone znacznie wyżej w dolinie Czarnego Wagu.

## Historia
Wieś po raz pierwszy wzmiankowana w 1361 roku pod węgierską nazwą Kiraly Lehota. Od XV w. rozwijała się jako prywatna wieś szlacheckiej rodziny Lehotských, którzy w XIX w. zbudowali tu kilka dworów (słow. kurií). Mieszkańcy zajmowali się hodowlą bydła i owiec, flisactwem na Wagu, rybołówstwem i pracą w lasach. W XVIII w. działała tu huta z kuźnicą, a na terenie wsi wydobywano rudy żelaza. W latach Pierwszej Republiki Czechosłowackiej we wsi panowało znaczne bezrobocie i bieda, czego skutkiem był m.in. w 1936 r. wielki strajk robotników leśnych.